# Ries (Graz)
Ries ist der 10. Stadtbezirk der steirischen Landeshauptstadt Graz.
Er grenzt im Westen an die Bezirke Mariatrost und Geidorf, im Süden an St. Leonhard und Waltendorf. Der Bezirk umfasst die beiden Katastralgemeinden Stifting und Ragnitz.

## Geschichte
Ries wurde im Jahre 1850 eine selbstständige Gemeinde im damaligen Osten von Graz. Zwischen 1904 und 1948 fanden die so genannten Riesrennen mit bis zu 70.000 Zuschauern statt. Das 1969 eröffnete Teilstück der A2 zwischen Graz und Gleisdorf entlastete die gefährliche Riesstrecke, heutzutage wurde diese Entlastung durch den zunehmenden Verkehr allerdings mehr oder weniger aufgehoben.
Nachdem 1850 in der Steiermark Gemeinden entstanden waren, zählte Ries zur Gemeinde Kainbach bei Graz. 1938 wurde Ries, wie die übrigen heutigen Grazer Randbezirke, nach Graz eingemeindet. Ursprünglich war auch geplant das angrenzende Kainbach sowie Teile der Gemeinde Purgstall mitzunehmen, jedoch konnten sich dieser Gemeinden einer Eingemeindung entziehen. 1946 war angedacht Ries nach Kainbach umzubenennen, was die Gemeinde Kainbach jedoch erfolgreich verhindern konnte. So entschied man sich, den Bezirk nach dem Höhenrücken zwischen den beiden Tälern des Bezirks, Ragnitz- und Stiftingtal, zu benennen.
Die zentrale Verkehrsader ist die Riesstraße, die über den Höhenrücken der Ries nach Gleisdorf führt. Sie ist die Nachfolgerin einer wichtigen Handelsstraße in die Oststeiermark und nach Ungarn, die „Ungarnstraße“. Ab 1907 wurden auf der steilen Schotterstraße die Riesrennen veranstaltet. 1948 wurden die ausschließlich bergan geführten Wettrennen eingestellt. Über die Riesstraße gelangte auch die Rote Armee nach Graz. In der Nachkriegszeit gab es in diesem Bereich des Grazer Ostens viele Gaststätten, die mittlerweile größtenteils verschwunden sind.
Der Bezirk hat kein historisch gewachsenes Zentrum wie andere Grazer Außenbezirke. Am Riesplatz beim LKH Graz erinnert das alte Mauthaus an die ehemalige Grazer Abgabengrenze. Die Gegend war lange Zeit ein beliebtes Ziel von Ausflügen ins Grüne des Stiftingtals und der Ragnitz sowie Standort zahlreicher Gaststätten. Nach dem Zweiten Weltkrieg setzte eine rege Bautätigkeit ein. Ein prominentes Beispiel ist der Berliner Ring in der Ragnitz, der ab 1972 errichtet wurde. Bis 1963 die Bezirksgrenze korrigiert worden war, lagen auch Teile des LKH Graz (ab der Nervenklinik) im Bezirk Ries, seitdem steht es zur Gänze auf Geidorfer Boden. Dafür kam das Geidorfer Gebiet östlich des Stiftingbaches zu Ries.
2005 wurde die Volksschule Ries in der Riesstraße geschlossen, damit ist Ries der einzige Grazer Stadtbezirk, in dem es keine eigene Volksschule gibt.
Im Oktober 2017 wurde das Modul 1 des neuen Campus der Med Uni Graz eröffnet. Dieses Modul wurde auf einem ca. 2,7 Hektar großen Bauplatz östlich der Neuen Stiftingtalstraße hinter dem Haus der Barmherzigkeit auf dessen Obstgarten gebaut. Das 2023 eröffnete Modul 2 liegt dagegen schon in Geidorf.

## Kultur und Sehenswürdigkeiten
Im Bezirk befindet sich die 1987 eingeweihte Bruder-Klaus-Kirche der Pfarre Graz-Ragnitz.

### Widerstandsdenkmal Riesstraße
An der Riesstraße steht ein Steinkreuz, das an sieben (oder acht) hingerichtete Wehrmacht-Deserteure erinnert, die kurz vor dem Ende des Zweiten Weltkriegs am 4. April 1945 erschossen wurden. Ob sie am Standort des Kreuzes oder in der Grazer Reiterkaserne starben und erst später zu Abschreckungszwecken auf die Ries verbracht wurden, ist nicht mehr genau nachzuvollziehen. Herkunft und Namen der Männer waren nicht mehr feststellbar, auch im Sterberegister der Pfarre St. Leonhard finden sich keine Einträge zu den Ereignissen. Erst nach Recherchen des ehemaligen Bezirksrats von Ries, Hans Fraeulin, und des Historikers Georg Fuchs konnten die Exekutionen bestätigt werden.
Ab 1953 stand an der Stelle ein Holzkreuz. Der ehemalige Grazer Bürgermeister Alfred Stingl und der St. Leonharder Pfarrer Fink initiierten die Aufstellung des Steinkreuzes. Seit 1995 findet am Jahrestag der Ermordungen eine alljährliche Gedenkveranstaltung für die Opfer des Widerstandes statt. Das Mahnmal besteht aus einem Natursteinsockel mit Inschrifttafel und einem schlichten Steinkreuz. Die Inschrift lautet: